# Soussac
Soussac település Franciaországban, Gironde megyében. Lakosainak száma 184 fő (2022. január 1.). Soussac Saint-Antoine-du-Queyret, Cazaugitat, Auriolles, Listrac-de-Durèze és Mauriac községekkel határos.

## Népesség
A település népessége az elmúlt években az alábbi módon változott:
| Lakosok száma | 260  | 230  | 195  | 175  | 176  | 184  | 190  | 199  | 193  | 184  |
|               | 1968 | 1982 | 1990 | 2006 | 2013 | 2015 | 2017 | 2019 | 2020 | 2022 |